# Narawich Inthacharoen
Narawich Inthacharoen (thailändisch นราวิชญ์ อินทเจริญ; * 11. November 2003), auch als Tle bekannt, ist ein thailändischer Fußballspieler.

## Karriere
Narawich Inthacharoen erlernte das Fußballspielen in der Jugendmannschaft des Chiangmai FC. Hier unterschrieb er im Juli 2020 auch seinen ersten Vertrag. Der Verein aus Chiangmai spielte in der zweiten thailändischen Liga, der Thai League 2. Sein Zweitligadebüt gab Narawit Ineachaeoen am 24. Oktober 2021 (10. Spieltag) im Heimspiel gegen den Chainat Hornbill FC. Hier wurde er in der 36. Minute für Jaturong Samakorn eingewechselt. Chainat gewann das Spiel 3:1. Für Chiangmai stand er insgesamt zweimal in der Liga zwischen den Pfosten. Im Sommer 2023 wechselte er in die erste Liga, wo er sich dem BG Pathum United FC anschloss. Nachdem er bei BG nicht zum Einsatz gekommen war, wechselte er im Sommer 2024 auf Leihbasis zum Zweitligisten Nakhon Si United FC. Für den Zweitligisten bestritt er ein Ligaspiele. Nach der Ausleihe kehrte er im Dezember 2024 zu BG zurück. Im Februar 2025 wechselte er ebenfalls auf Leihbasis in die dritte Liga. Hier schloss er sich in Samut Prakan den in der Eastern Region spielenden TOKO Customs United FC an. Hier bestritt er sieben Ligaspiele. Im Sommer 2025 wurde er an den singapurischen Erstligisten BG Tampines Rovers verliehen.